# ヴェロニカ・ルーケン
ヴェロニカ・ルーケン（英語：Veronica Lueken、1923年7月12日 - 1995年12月12日）は、アメリカ合衆国ニューヨーク州ニューヨーク市ベイサイド (クイーンズ区)に住んでいたカトリック教会の信者の一般主婦である。
夫アーサーとの間に5人の子供を持つ。2人は1945年にフラッシング・メドウズ・パークのスケートリンクで知り合い、その年に結婚した。
ヴェロニカは1970年から死ぬまで（1995年）聖母の出現や、イエス・キリスト、そして多くのカトリック教会の聖人の出現を受けた経験を報告し続けた。 彼女はベイサイドの「聖ロベルト・ベラルミーノ・カトリック教会」と、「ニューヨーク万国博覧会 (1964年)」が開催された時、バチカンのパビリオン地域があったフラッシング・メドウズ・コロナ・パークの半円形の戸外用ベンチの記念碑でメッセージを送り続けた。
メッセージの中で、聖母は自身を「薔薇の聖母」と呼んだという。
預言ではヨハネ・パウロ1世の急死、ローマ教皇暗殺計画、第4次中東戦争などを的中させている。反面、「大警告」「大天罰」「金融恐慌」などの預言を外しているが、彼女の受けたメッセージによれば、預言は条件付きのものであり、人間の応答(祈りや償い)が神のみ旨にかなえば預言の内容が変更されるのだという。
メッセージの中で、聖母マリアは日曜日ごとに聖職者のために一時間祈ること、毎日のミサと聖体拝領(手ではなく舌での聖体拝領)、毎日のロザリオ、月に一度の告解、毎日の聖書読書を指示したという。更に聖母はカトリックの祝日に祈りの会をもつよう指示し、ヴェロニカの死後もこれらは支持者団体によって続けられている。
しかしベイサイドの関係者によれば、司教はおろか調査委員会の誰ひとりとして、一度もヴェロニカに会っておらず、調査書のコピーを求めたところ、司教は「そんなものはない」と返答しており、支持者たちは司教区の見解に疑義を示している。

## 聖母の出現概要
1968年、ルーケンは、その年の6月に彼女が車の中で祈っていた時に薔薇の香りがしたことがその最初の徴候であった、と報告している。彼女は、リジューのテレーズが彼女に現われ、聖なる詩（メッセージ）を口述した、と主張した。
ルーケンは、聖母の最初の幻視は1970年4月7日に彼女の家で起きた、と報告している。聖母はそこで彼女に、自分は古い聖ロベルト・ベラルミン教会の敷地に、まず1970年6月18日に現われ、その後もカトリック教会の全ての大きな祝日に現われる、と言ったということである。それ以降、ミセス・ルーケンは、ベイサイドの聖ロベルト・ベラルミン教会の地所において一連の聖母出現を報告することになる。彼女の報告によると、聖母は1970年4月7日、彼女に、その地に聖母のための聖地を作ること、また、償いのためのロザリオの祈祷集会を持つこと、また、主日に教皇と司祭達のための償いの聖時間を設けることを要求した。ミセス・ルーケンは、聖母からの預言──その多くは黙示録的な内容を持つものであった──をタイプし、周囲の人々に配り始めた。
およそ500人から2000人の聖母信心の篤信家達に押し寄せられ、教会の司祭達は1974年12月、教会の領域をフェンスで囲った。1975年、ブルックリン司教区の教区長（Chancellor）であったモンシニョール・ジェームズ・キングは、司教区はヴェロニカが受けている出現を信じないと声明した。
他方、ルーケンは、自分の受けたヴィジョンを詳述した。聖母マリアと前述のリジューの聖テレジアの他に、彼女は、聖ヨゼフ、聖パウロ、福音史家ヨハネ、アヴィラの聖テレジア、トマス・アクィナス、ベルナデッタ・スビルー、ロベルト・ベラルミーノ、そしてその他からの出現を受けたとも言った。大天使ミカエルと大天使ガブリエルも彼女に現われたとも言った。
ミセス・ルーケンの証言を支持するところのものとなる一つの特徴は、その脱魂状態（ecstasy）である。これは、教会の多くの聖人達によって経験された、祈りと黙想の高いステージである。公然の出現のほとんどはロザリオの祈祷集会の間に起こった。それらの祈祷集会の間、ミセス・ルーケンは脱魂状態に陥り、その中で聖母と他の天国の人々に会った。外から見受けられる慎ましさと表情が、彼女が脱魂状態であることを特徴的に示していた（それは、そこにいた篤信家達によって数限りなく目撃された）。脱魂状態にある間、彼女の目は決して瞬きしなかった。彼女は、自分に与えられたヴィジョンを説明し、自分が聞いたものを繰り返した。彼女が脱魂状態にあった時の模様のほとんど全てが、何百人もの巡礼者達の面前で、オーディオ・テープに実況録音された。1989年3月から1995年の彼女の死に至るまで、マイケル・マンガンは、その聖地でのロザリオの祈祷集会の間、ヴェロニカのそばで、その脱魂状態の模様の全てを、マイクを持ち、録音することを許された。
その頃、教会当局からの拒絶にも屈することなく、ルーケンとその支持者達は、問題の示現のあった場所の近くの街路の安全地帯で、集会を持った（1975 - 1975年）。それは、フラッシング・メドウズ・パーク（前述した 1964 - 1965年の世界博覧会の開催地）が、交渉の末、彼らに礼拝の場所として永久的に与えられるまで続いた。ロザリオの祈祷集会と主日の聖時間は、今日に至るまで、その場所で続いている。
彼女と彼女の仲間の信者達は、薔薇の聖母の聖地を設けた。それは、1995年の彼女の死以降も続いている。その組織の上部は、ヴェロニカ・ルーケン（会長）、その夫アーサー（副会長）、ミセス・アン・ファーガソン（秘書）、そしてミス・モーリン・ファーガソンとミスター・マイケル・マンガン（取締役）から成っていた。彼らの協力者として Lay Order of Saint Michael が、祈祷集会を準備するため、そして次第に弱くなり歳を重ねるルーケンを、米国及びその他の地域に住むカトリックの同志達との通信における管理責任において助けるために存在していた。ルーケンがその経験を記述して以来、他の認められていない聖母出現──テキサス州ラボック（1988 - 1989年）、ジョージア州コンヤーズ（1989年）など──が起こり、それらのメッセージはその中に同様の黙示録的な主調を持っている。
ミセス・ルーケンは、何度か、いつの日か彼女の幻視の確実性が認められ、癒しの泉の場所がそうなったように、ベイサイドの最初の出現地にも大聖堂が建つだろう、そして、そこは米国における全国民的な聖母の聖地となるだろう、と予言した。
様々なカトリック情報源によれば、ベイサイドの出現は、主張された出来事を合法的な聖母出現として認定するところの基準を満たしておらず、そしてそれ故、認められていないということである。懐疑論者達と中傷者達は、このような出現は公認のない私的啓示のままであると思われ、そして、雪の聖母からウォルシンガムの聖母やファチマの聖母に至るまで、公認のない聖母出現は一つとしてないと主張している。ある人達は、ルーケンの幻視はパレイドリアと呼ばれる精神現象として見なされ、それにおいては様々な対象が空想的な表象として視認されるとしている。しかし、この見解には医学的な根拠はない。
カトリック教会・ブルックリン教区のフランシス・Ｊ・ムガヴェロ司教 (en:Francis Mugavero)は、1986年に「ベイサイドで申し立てられたビジョンは完全に確実性が欠如していると言うことが、調査で明らかになった。」と申し述べ、そして メッセージと他の関連したプロパガンダは、カトリック教会の教えと反対である声明を含むと述べた。